# Валинкке
Валинкке — народный фольклорный ансамбль песни и танца верховых чувашей Аликовского района Чувашской республики. В составе коллектива около 50 мастеров народного художественного творчества. Руководитель — Светлана Германовна Соколова.

## Состав коллектива
Творческий коллектив чувашской песни и танца включает себя три возрастные группы: старшее поколение, среднее и младшее — детское. Социальный портрет участников «Валинкке» учителя, школьники, врачи, пенсионеры, работники культуры.
Народные артисты при исполнении песен и показе обрядов пользуются национальными костюмами и музыкальными инструментами: палнай, най, хупху, тутут, кавал, параппан/

### Детское отделение коллектива
В репертуаре «Подснежников» (Çеçпĕлсем) присутствуют колыбельные, игровые песни, танцы, частушки, сказки. Маленькие артисты также участвуют в обрядах, праздниках. Детская группа удостоена премий фестивалей «Черчен чечексем» («Цветы Чувашии») и «„Пĕчĕк çеç путене“» («Перепелочка»).

## Творческий путь коллектива
Фольклорный коллектив «Валинкке» Аликовского района Чувашии создаётся в 1970 г. по инициативе директора Дома культуры Любови Михайловны Константиновой.

### 1995—2001
С 1995 по 2001 год коллективом руководила выпускница фольклорного отделения Чебоксарского музыкального училища Алина Афанасьева. В том же году «Валинкке» принимает участие в проходившем в Волгограде в фестивале «Между Волгой и Доном».
В 2000 году Валинкке принял участие в Фестивале чувашской культуры в Оренбургской области.
В октябре 2001 года у руля коллектива становится Инна Витальевна Афанасьева, окончившая отделение хорового дирижирования Казанского государственного института культуры.

### 2006—2008
В 2006—2008 гг. народные мастера посетили с концертной программой Москву, Волгоград, Саратов, Киров, Богородск (Нижегородская область), Башкортостан, Татарстан.

### 2010
25-27 июня 2010 года Валинкке едет на родину этнографа и фольклориста Д. К. Зеленина — в деревню Люк Завьяловского района Удмуртской Республики для участия в V Межрегиональном фольклорном фестивале «Окно в небо»

### 2011
В 2011 году творческий коллектив посетил по приглашению чувашской национально-культурной автономии Красноярского Края праздник «Чуклеме». На обратном пути аликовские мастера песни и танца сделали две концертные остановки в Тюмени и Екатеринбурге.

## Достижения
- Диплом 2-й степени, 5-й Всероссийский фестиваль фольклорных коллективов «Хрустальный ключ», 2008, август, Богородск (Нижегородская область).

Ансамбль «Валинкке» принимал участие во многих фестивалях — «Родники России», «Между Сурой и Цивилем», «Древние узоры», также в республиканских «Акатуях», принимает гостей ежегодно проводимого Межрегионального фестиваля чувашской эстрадной музыки Вирьял шевлисем.
Детская группа «Валинкке» удостоена премий фестивалей «Черчен чечексем» («Цветы Чувашии») и «„Пĕчĕк çеç путене“» («Перепелочка»).